# Мирин
Мирин (яп. 味醂, или みりん) — сладкое рисовое вино, используемое в японской кухне и кулинарии в качестве приправы. Один из исторических видов саке (сакэ), получался путём его дистилляции. По вкусу и виду похож на очень сладкое вино, а также на негустой по консистенции, золотистый, янтарный по цвету сироп. Применяется для приготовления рыбы, риса и овощей, придавая блюдам тонкий мягкий привкус с алкогольными оттенками, насыщенный аромат и блестящий вид. Добавляется в конце приготовления блюда. Кроме того, использование мирина (как и саке) позволяет избавиться от неприятного запаха.

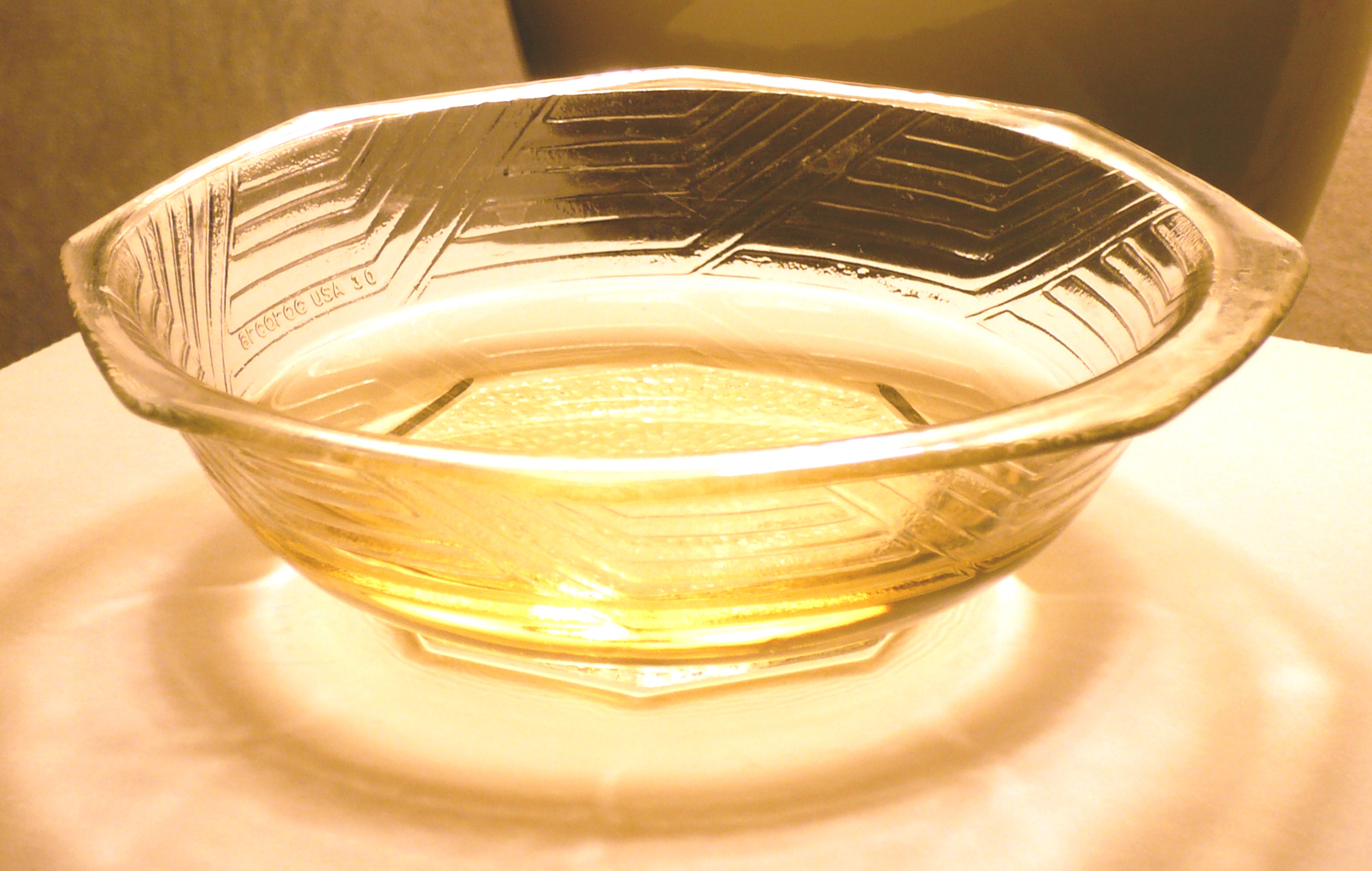
Чаша с мирином

В прошлом (XV—XVI века) мирин был популярен как алкогольный напиток для женщин, выступая как сладкий аналог саке. Традиционный мирин содержит до 50 % сахара, и его крепость, как правило, — 14 градусов. При приготовлении блюда спирт как правило испаряется, оставляя сладкий привкус. С XIX века используется в основном как приправа. Изготавливается из спирта, риса и кодзи (закваски из риса). Наряду с соевым соусом и даси является одной из основных приправ японской кухни. Его рекомендуют в качестве подсластителя лицам, стремящимся уменьшить употребление сахара.

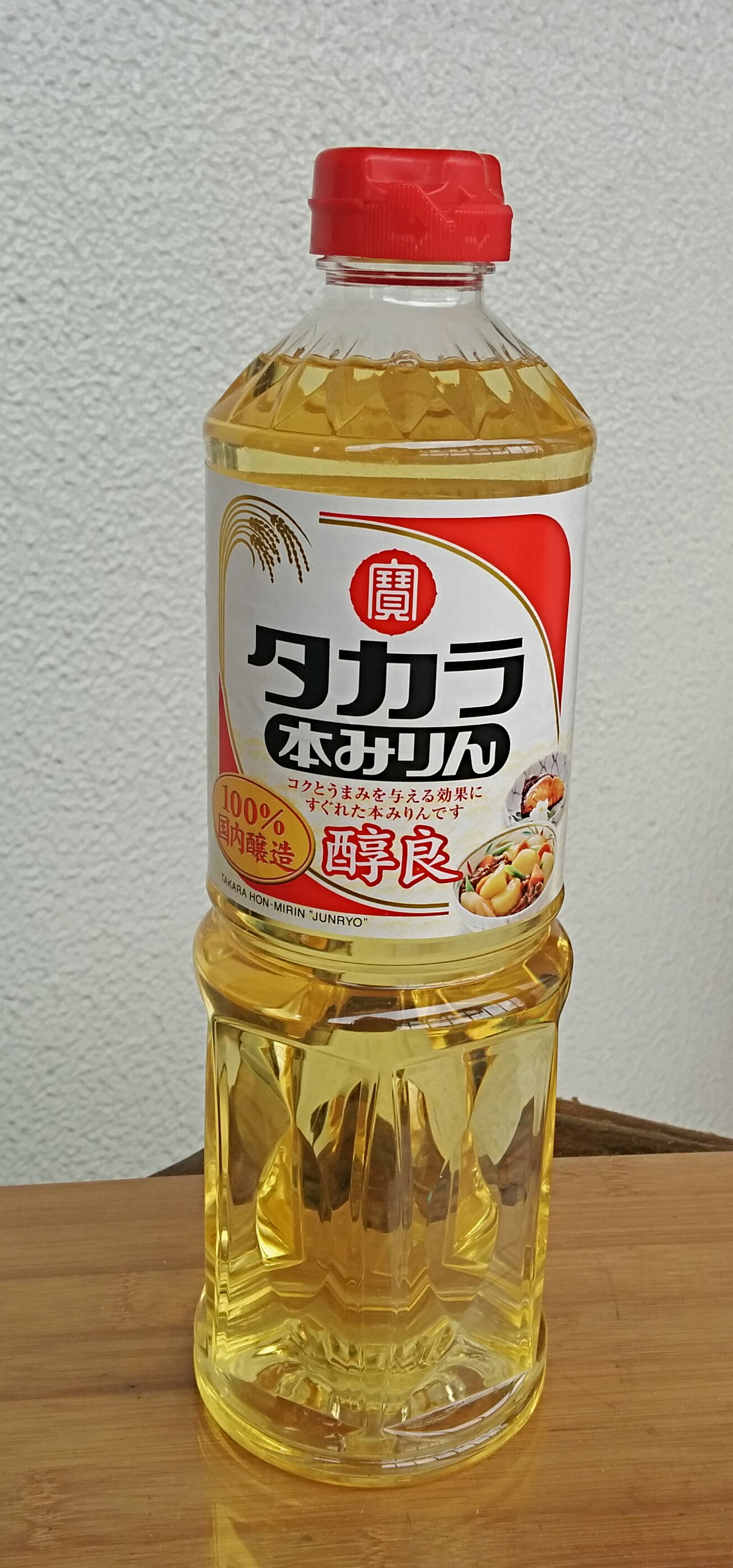
Мирин в бутилированном виде

Существует три типа мирина. «Хон-мирин» (истинный мирин) — классический вариант насыщенного сладкого и алкогольного мирина, «сио-мирин» (мирин с солью) — на вкус сладко-солёный и содержащий спирт лишь в той мере, чтобы избежать налога на спиртные напитки, и «син-мирин» (новый мирин) — самый современный вариант, заменитель который содержит менее 1 процента алкоголя, но зато сохраняет вкус классического мирина. Срок выдержки классического мирина иногда составляет три года. В связи с тем, что мирин не используется в качестве алкогольного напитка, он продаётся как правило в продуктовых магазинах (в бутилированном виде объёмом 300—600 мл), а не в винных. Также как и саке, мирин советуют хранить в плотно закупоренной ёмкости, прохладном тёмном месте. Некоторые кулинары не советуют использовать в качестве заменителя саке с сахаром, как это иногда делается, а рекомендуют сахарный песок: в таком случае одна столовая ложка заменяет ложку мирина.